# Dalbergia granadillo
Dalbergia granadillo, conocida vulgarmente como granadillo, tapintzirán o zangalicua, es una especie de árbol perteneciente a la familia de las fabáceas, nativa del centro y sur de México, y El Salvador. Históricamente ha sido empleada en la tradición purépecha para la construcción de imágenes religiosas, rosarios e "infinitas curiosidades". En la actualidad está considerada en peligro crítico de extinción debido a la tala ilegal de sus maderas.